# Juan de Haro y Sanvítores
Juan de Haro y Sanvítores (3 de febrero de 1565, Medina del Campo - 26 de febrero de 1632, San Juan Bautista, Capitanía General de Puerto Rico) fue un militar designado al cargo de gobernador de la Provincia de Nueva Andalucía y Paria desde 1616 a 1619 y luego de la Capitanía General de Puerto Rico, entre 1625 y 1630.

## Biografía

### Origen familiar y primeros años
Juan de Haro y Sanvítores nació en el año 1565 en Medina del Campo, Valladolid, y sus padres eran Juan de Haro y Loarte e Inés de Sanvítores y de la Peña. Su abuelo paterno, Sebastián, era gentilhombre de cámara del emperador Carlos V y su acemilero mayor.
Juan pasó muy joven a las Indias y se estableció en la ciudad de Cumaná, en donde llegó al rango de capitán. Había sido nombrado caballero de la Orden de Santiago.

### Gobernador de la Provincia de Nueva Andalucía
Fue capitán general y gobernador de la provincia de Nueva Andalucía y Paria desde el 6 de septiembre de 1614 hasta el 28 de julio de 1619. 
Como militar ejerció la profesión en Flandes.  Por intermedio de su teniente Lucas Fajardo, fundó la ciudadela de San Cristóbal de Cumanagotos. Fue jefe del Tercio de Galeones.

### Gobernador de la Capitanía General de Puerto Rico
El 29 de agosto de 1625, se le designó gobernador de Puerto Rico, en donde, a los pocos días de tomar el cargo, luchó contra la invasión de los neerlandeses a la isla en la Defensa de San Juan.
Vistió el hábito de caballero de la Orden de Santiago, el 11 de octubre de 1627. Fue de los primeros pobladores de Cumaná.

### Fallecimiento
Falleció en Puerto Rico el 26 de febrero de 1632.